# Ulica Teatralna w Katowicach
Ulica Teatralna w Katowicach − jedna z ulic w katowickim Śródmieściu. Swą nazwę wzięła od znajdującego się przy niej Teatru Śląskiego. Rozpoczyna swój bieg od ulicy Szkolnej. Następnie biegnie obok budynku ZUS-u i Teatru Śląskiego. Kończy bieg przy katowickim Rynku i al. Wojciecha Korfantego.

## Historia
W pierwszej połowie XX wieku przy ul. Teatralnej 12 mieściła się redakcja socjalistycznej „Gazety Robotniczej” (przeniesiona z Berlina w 1901). W dwudziestoleciu międzywojennym przy ul. Teatralnej swoją siedzibę miały: Spółka Akcyjna Burroughs Maszyny (pod numerem 7), biuro wynajmu filmów „Universal” (pod numerem 4), fabryka cylindrów H. Łapy (ul. Teatralna 7), Instytut Muzyczny (ul. Teatralna 7), Górnośląskie Towarzystwo Strażnicze i Zamykania Sp. z o.o. (pod numerem 9), towarzystwo handlowe „Orient Thea Co” (pod numerem 7), kawiarnia „Ezra” S. Buchbanda (ul. Teatralna 12).
W okresie Rzeszy Niemieckiej (do ok. 1905) ulica nosiła nazwę Rathausstraße, następnie do 1922 i w latach niemieckiej okupacji Polski (1939−1945) Theaterstraße.
W 2009 na ulicy Teatralnej miał miejsce występ grupy teatralnej ze spektaklem pt. Dzieci z ulicy Teatralnej na Dni Teatru Śląskiego. W marcu 2011 w rejonie ulicy zakończono wycinanie drzew przy Rawie.

## Obiekty i instytucje
Przy ulicy Teatralnej znajdują się następujące historyczne obiekty:
- kamienica mieszkalno-handlowa (ul. Teatralna 2); wzniesiona w 1900 w stylu neobarokowym, zaprojektowana na planie prostokąta, z oficyną tylną;
- kamienica mieszkalno-handlowa (ul. Teatralna 6); została zbudowana w pierwszym pięcioleciu XX wieku, w stylu eklektycznym z elementami secesji i neogotyku;
- kamienica mieszkalno-handlowa (ul. Teatralna 8); zbudowana w ostatnich latach XIX wieku w stylu historyzmu z elementami secesji według projektu nieznanego autora; w latach międzywojennych w budynku znajdował się skład firmy Elektrotechnika[2];
- kamienica mieszkalna (ul. Teatralna 10); wzniesiona na przełomie XIX i XX wieku; autor projektu nie jest znany; w budynku w latach międzywojennych mieściło się biuro inżyniera Mieczysława Cimoszki[2];
- kamienica mieszkalno-handlowa (ul. Teatralna 12); zbudowana na przełomie XIX i XX wieku, według projektu nieznanego autora w stylu eklektycznym. W latach międzywojennych w budynku istniało biuro spedycyjno-komisowe Lorber i Bieberstein[2].

Przy ulicy Teatralnej zlokalizowane są także inne historyczne kamienice mieszkalne (pod numerami 4 – siedziba Instytutu Myśli Polskiej im. Wojciecha Korfantego, 9, 14).
Przy ulicy Teatralnej swą siedzibę ma księgarnia językowa, Specjalistyczne Centrum Medyczne SAD-MED, Państwowa Szkoła Muzyczna I i II stopnia im. Mieczysława Karłowicza oraz budynek Zakładu Ubezpieczeń Społecznych.

## Galeria

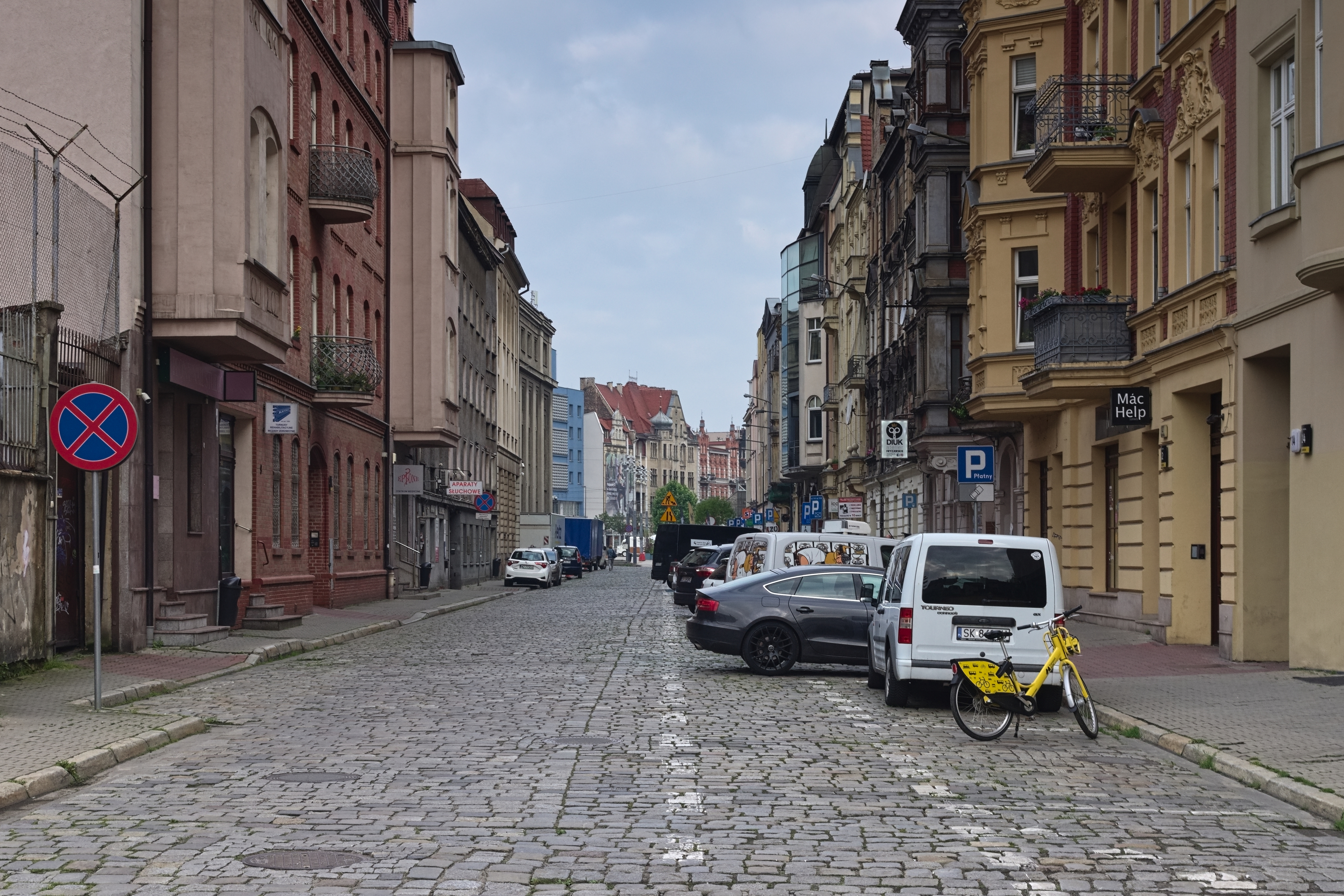
Widok ze wschodu w kierunku Rynku (2024)
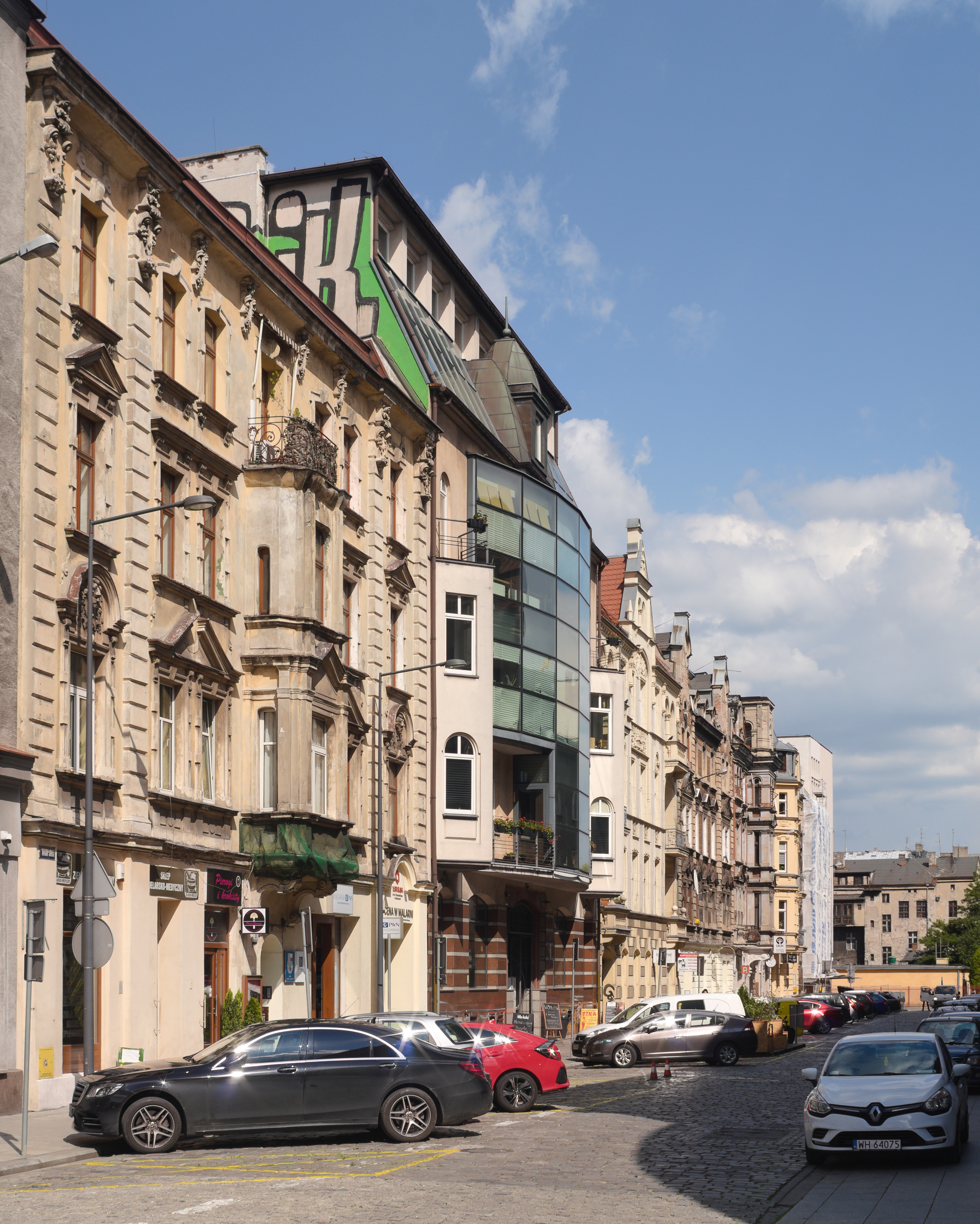
Pierzeja północna, widok z placu Teatralnego (2020)
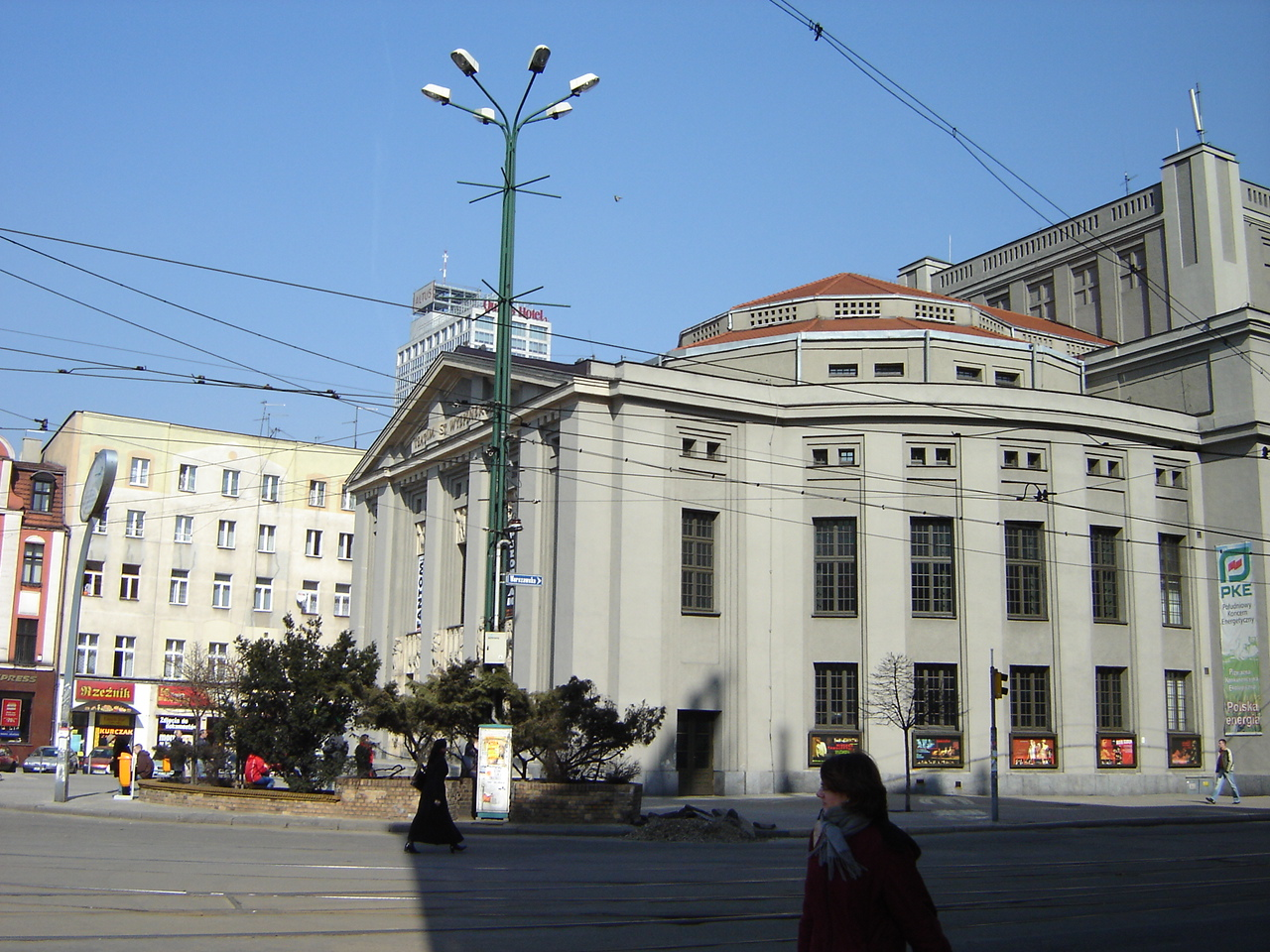
Teatr Śląski (w tle budynki przy ul. Teatralnej)
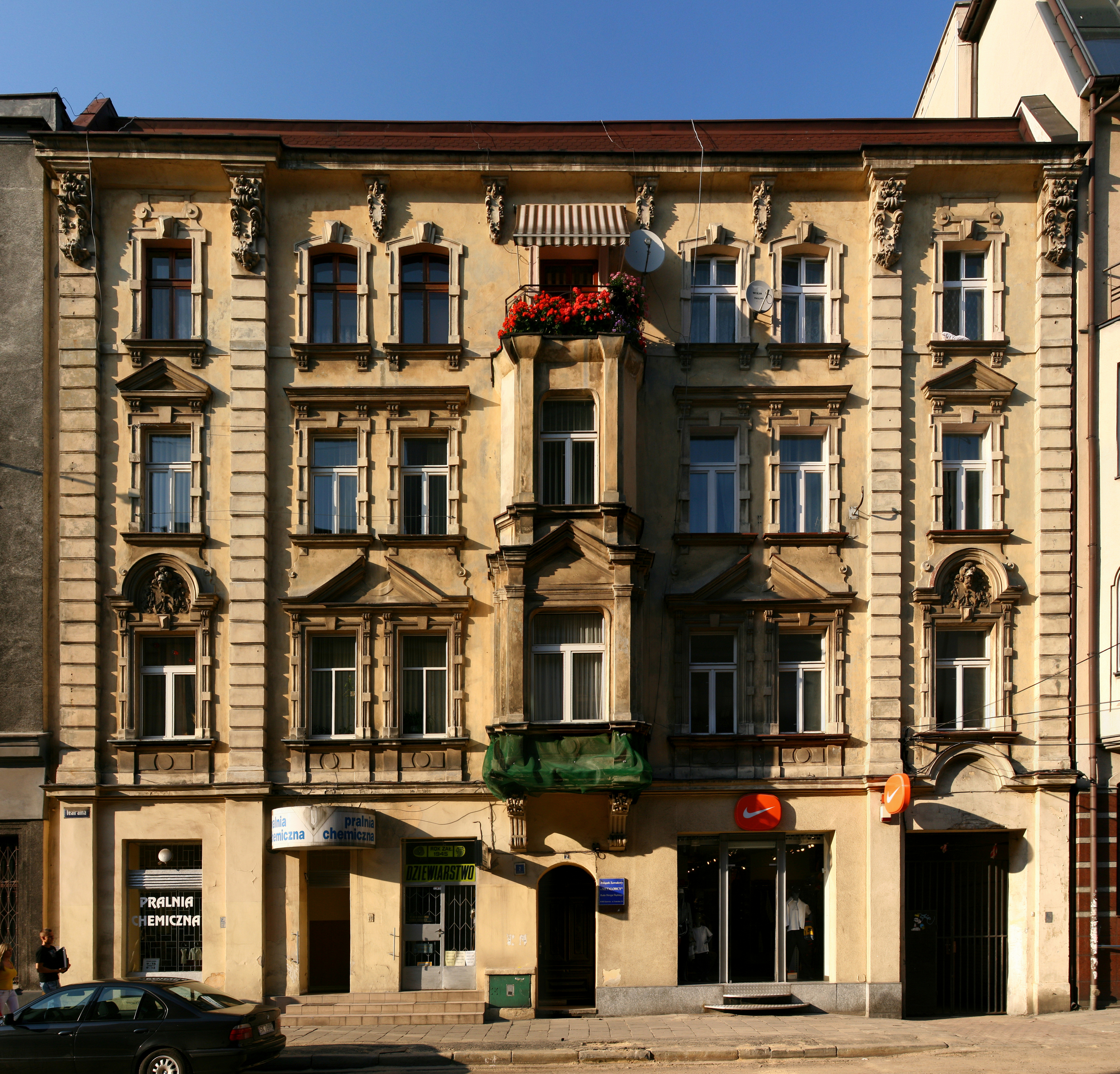
Kamienica pod numerem 2 (2008)
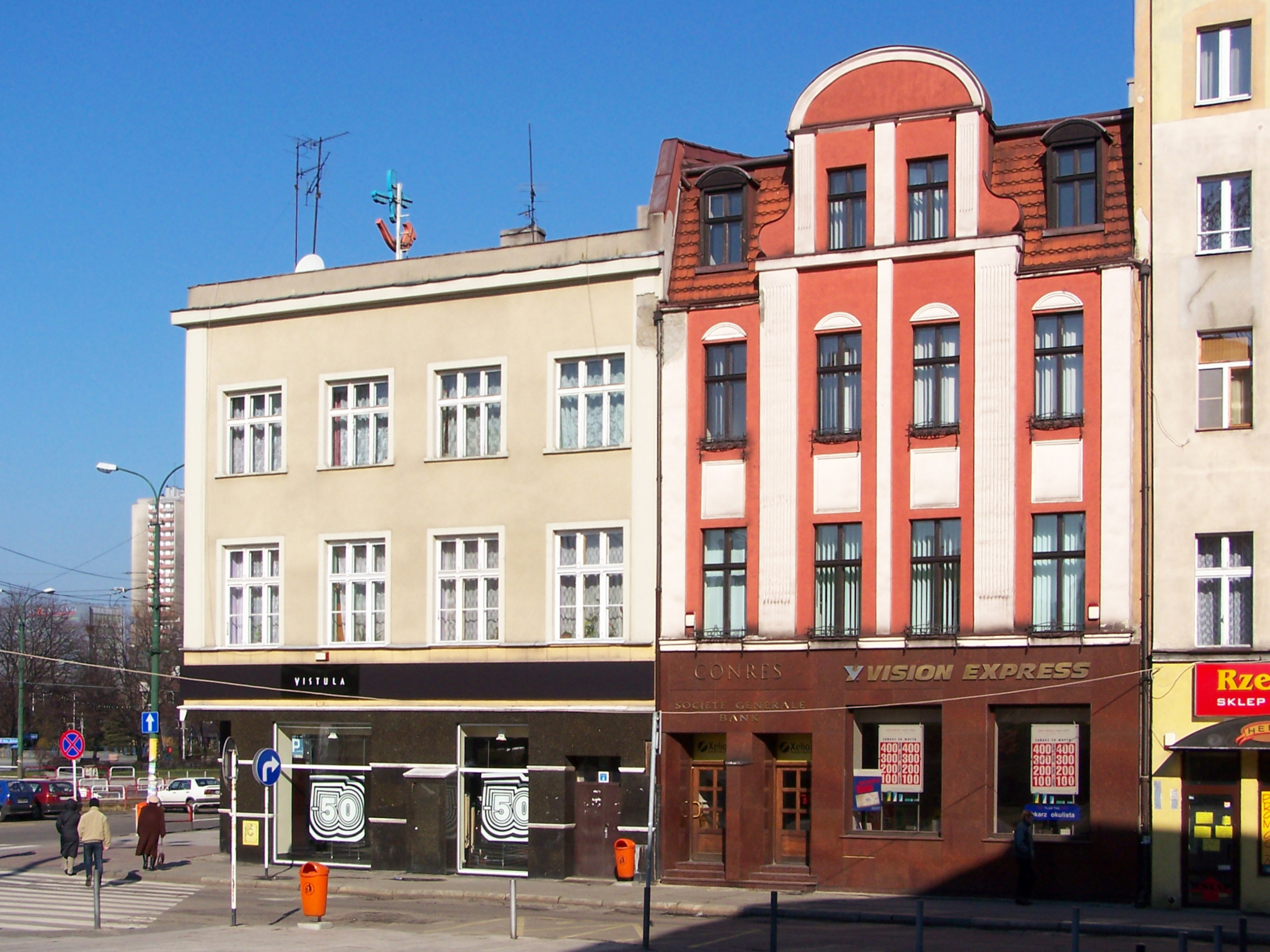
Zabytkowe kamienice przy Rynku (przedłużenie ul. Teatralnej)
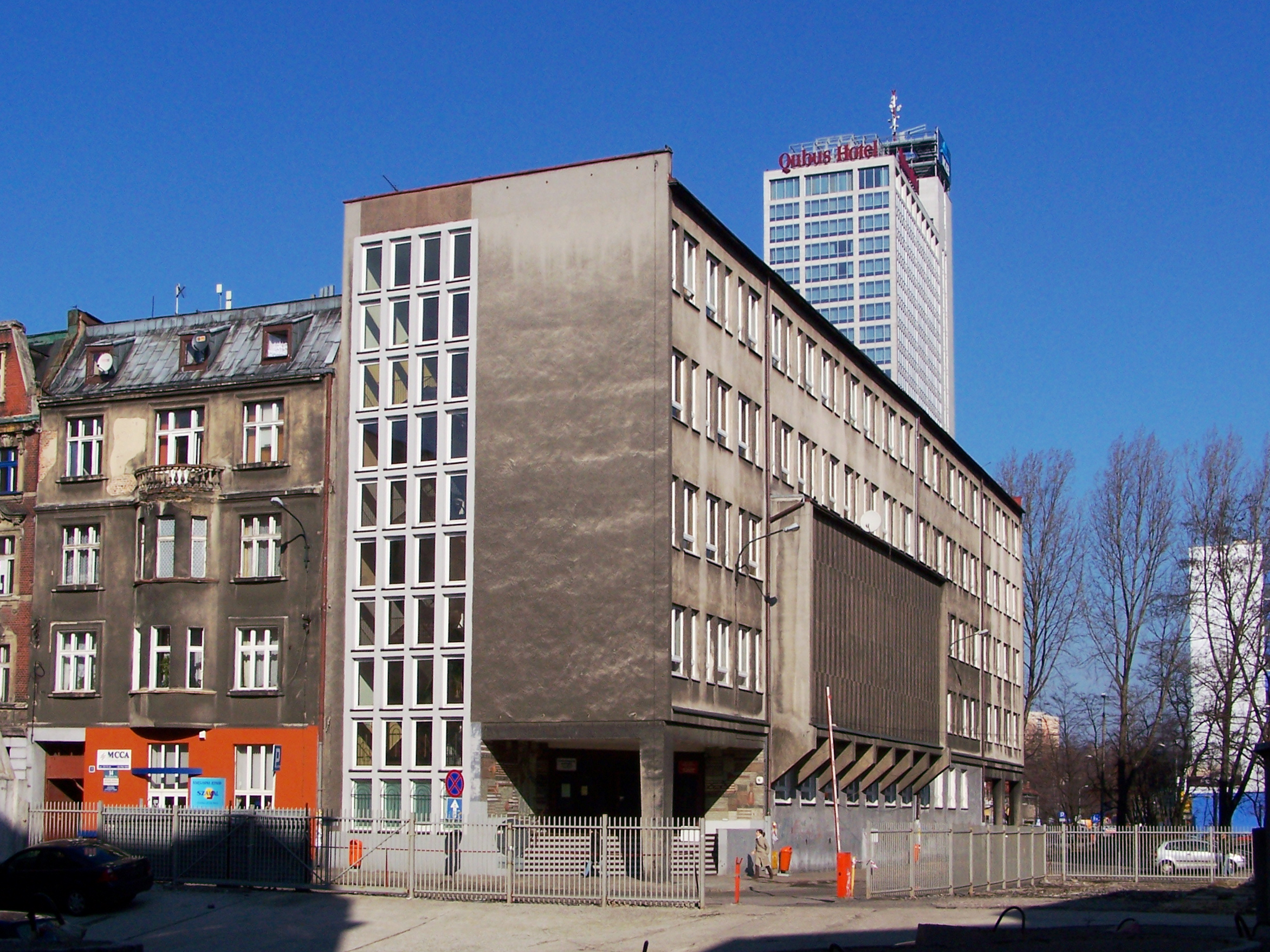
Państwowa Szkoła Muzyczna I i II stopnia im. Mieczysława Karłowicza w Katowicach przy ul. Teatralnej
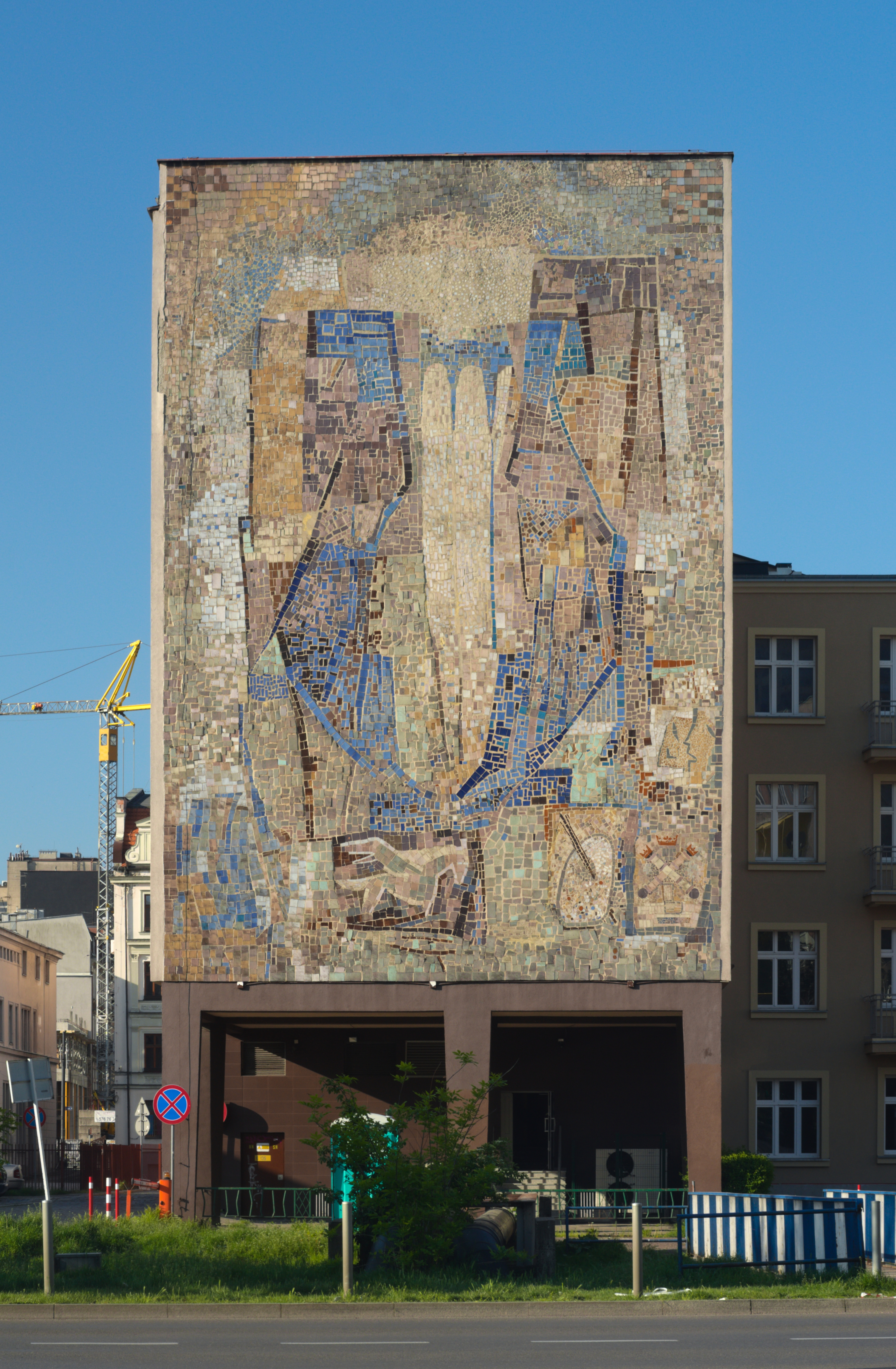
Mozaika na budynku szkołu muzycznej